# 格洛斯特戰鬥 (1775年)
格洛斯特戰鬥（英語：Battle of Gloucester）是美國獨立戰爭波士頓之圍期間的一場軍事衝突。戰事發生於1775年8月8日或9日麻薩諸塞州格洛斯特，當時屬於麻薩諸塞灣殖民地一部分。
碉堡山戰役後，英軍繼續被民兵圍於波士頓，但雙方都面對補給困難。由於英軍仍有制海權，故極為依賴海路運輸。8月英軍一艘軍艦被派往搜掠物資，期間在公海遇到兩艘塞勒姆商船，並俘獲一艘。接著英艦追擊另一艘民用帆船，迫使該艦在格洛斯特擱淺。但當英艦派兵奪取帆船之時，卻遭市鎮民兵反擊，結果被民兵擊敗。
戰鬥期間，英軍指揮官曾試圖放火焚城報復，只是未有成事。兩個月後，英軍派艦到新英格蘭東北部報復連串的反叛派與保皇派的衝突，最終焚燬了法爾茅斯（今緬因州波特蘭），促使第二次大陸會議設立大陸海軍應付。